# Reynosia
Reynosia ist eine Pflanzengattung in der Familie der Kreuzdorngewächse (Rhamnaceae). Die etwa 15 Arten sind zumeist auf Karibischen Inseln verbreitet.

## Beschreibung

### Vegetative Merkmale
Reynosia-Arten sind immergrüne Sträucher oder kleine Bäume, deren Blätter gegenständig angeordnet stehen. Die ledrigen, kurz gestielten Laubblätter sind ganzrandig. Die kleinen Nebenblätter sind abfallend.

### Generative Merkmale
Die gestielten Blüten stehen einzeln in den Blattachseln oder zu mehreren in doldenartigen, zymöse Faszikel zusammen. Die kleinen, zwittrigen Blüten sind radiärsymmetrisch. Der Blütenbecher ist kurz glocken- bis halbkugelförmig. Die Kelchblätter sind dreieckig, Kronblätter fehlen. Der mit dem Blütenbecher verwachsene Diskus ist fleischig. Der Fruchtknoten ist mittel- bis oberständig.
Die Früchte sind Steinfrüchte mit einem verkümmerten zweiten Fach einfächrigen Steinkern. Das reichlich vorhandene Endosperm in den Samen ist hart.

## Verbreitung und Systematik
Die Gattung Reynosia wurde 1866 durch August Heinrich Rudolf Grisebach in Catalogus plantarum cubensium ..., Seite 33–34 aufgestellt. Der Gattungsname Reynosia ehrt Alvaro Francisco Carlos Reynoso y Valdés (1829–1888), einen kubanischen Agronomen und Chemiker.
Die Gattung Reynosia gehört zur Tribus Rhamneae innerhalb der Familie Rhamnaceae.
Die Gattung Reynosia umfasst rund 15 Arten die von Florida über Karibische Inseln und in Zentralamerika nur in Guatemala verbreitet sind:
- Reynosia affinis Urb. & Ekman: Sie kommt nur auf Hispaniola vor.[2]
- Reynosia barbatula M.C.Johnst. & Lundell: Sie kommt nur in Guatemala vor.[2]
- Reynosia camagueyensis Britton (Syn.: Reynosia ekmanii Urb.): Sie kommt nur auf Kuba vor.[2]
- Reynosia cuneifolia Urb. & Ekman: Sie kommt nur auf Hispaniola vor.[2]
- Reynosia domingensis Urb.: Sie kommt nur auf Hispaniola vor.[2]
- Reynosia guama Urb.: Dieser Endemit kommt nur auf den Jungferninseln vor.[2]
- Reynosia jamaicensis M.C.Johnst.: Dieser Endemit kommt nur auf Jamaika vor.[2] In der Roten Liste der gefährdeten Arten der IUCN wurde Reynosia jamaicensis 1998 als CR = „Critically Endangered“ = „vom Aussterben bedroht“ bewertet. Es ist nur ein Fundort, Hanover Parish, einem Teil des Dolphin Head, in einem Waldland über Kalkgestein, bekannt.[5]
- Reynosia krugii Urb.: Dieser Endemit kommt nur auf Puerto Rico vor.[2]
- Reynosia latifolia Griseb.: Sie kommt nur auf Kuba vor.[2]
- Reynosia microphylla Ekman ex Urb.: Sie kommt nur auf Kuba vor.[2]
- Reynosia moaensis Borhidi & O.Muñiz: Dieser Endemit kommt nur im östlichen Kuba vor.[2]
- Reynosia mucronata Griseb.: Die zwei Unterarten kommen nur auf Kuba vor.[2]
- Reynosia regia Urb. & Ekman: Sie kommt nur auf Hispaniola vor.[2]
- Reynosia retusa Griseb.: Sie kommt nur auf Kuba vor.[2]
- Reynosia revoluta (C.Wright ex Griseb.) Urb.: Sie kommt nur auf Kuba vor.[2]
- Reynosia septentrionalis Urb.: Sie kommt vom südlichen Florida über die Bahamas sowie Turks- und Caicosinseln bis Kuba vor.[2]
- Reynosia uncinata Urb.: Sie kommt von Hispaniola über Puerto Rico bis Anguilla vor.[2]
- Reynosia vivesiana Trejo: Dieser Endemit kommt nur auf Puerto Rico vor.[2]
- Reynosia wrightii Urb.: Sie kommt nur auf Kuba vor.[2]

## Nachweise
1. 1 2 3 4  
D. Medan, C. Schirarend: Rhamnaceae In: Klaus Kubitzki (Hrsg.): The Families and Genera of Vascular Plants - Volume VI - Flowering Plants - Dicotyledons - Celastrales, Oxalidales, Rosales, Cornales, Ericales, 2004, S. 333, ISBN 978-3-540-06512-8.
2. 1 2 3 4 5 6 7 8 9 10 11 12 13 14 15 16 17 18 19 20 21  
Datenblatt Reynosia bei POWO = Plants of the World Online von Board of Trustees of the Royal Botanic Gardens, Kew: Kew Science.
3. ↑  
Lotte Burkhardt: Verzeichnis eponymischer Pflanzennamen.  Botanic Garden and Botanical Museum Berlin, Freie Universität Berlin, Berlin 2016. ISBN 978-3-946292-10-4, doi:10.3372/epolist2016
4. ↑  
Reynosia im Germplasm Resources Information Network (GRIN), USDA, ARS, National Genetic Resources Program. National Germplasm Resources Laboratory, Beltsville, Maryland. Abgerufen am 27. April 2017.
5. ↑  
Reynosia in der Roten Liste gefährdeter Arten der IUCN 2020. Abgerufen am 2020-10-13.

- Karte mit allen verlinkten Seiten:
- OSM |
- WikiMap